# Abominations of Desolation
Abominations of Desolation es el primer demo/estudio de la banda de death metal, Morbid Angel. Fue grabado en 1986 pero fue publicado en 1991 por el sello erache records y producida por David vincent, quien después de su lanzamiento se une a ellos junto con Pete Sandoval para comenzar a componer material de "altars of madness" https://web.archive.org/web/20120311121834/http://www.morbidangel.com/abominations.html

## Lista de canciones
| N.º | Título | Duración |  |
| 1.  | «The Invocation/Chapel of Ghouls» ("Chapel of Ghouls" antes grabado Altars of Madness)                           | 7:11     |  |
| 2.  | «Unholy Blasphemies» (posteriormente grabado en Blessed Are the Sick)                                            | 4:00     |  |
| 3.  | «Angel of Disease» (posteriormente grabado en Covenant)                                                          | 5:35     |  |
| 4.  | «Azagthoth» (posteriormente grabado en Blessed Are the Sick como "The Ancient Ones")                             | 5:49     |  |
| 5.  | «The Gate/Lord of All Fevers» (posteriormente grabado en Altars of Madness como "Lord of All Fevers and Plague") | 5:55     |  |
| 6.  | «Hell Spawn» (posteriormente grabado en Formulas Fatal to the Flesh como "Hellspawn: The Rebirth")               | 2:32     |  |
| 7.  | «Abominations» (posteriormente grabado en Blessed Are the Sick)                                                  | 4:20     |  |
| 8.  | «Demon Seed» | 2:12     |  |
| 9.  | «Welcome to Hell» (posteriormente grabado en Altars of Madness como "Evil Spells")                               | 4:56     |  |

## Créditos
- Trey Azagthoth - Guitarra, teclados
- Richard Brunelle - Guitarra
- John Ortega - Bajo
- Mike Browning - Voz, batería